# Alcis nigralbata
Alcis nigralbata är en fjärilsart som beskrevs av W. Warren 1893. Alcis nigralbata ingår i släktet Alcis och familjen mätare. Inga underarter finns listade i Catalogue of Life.